# Xian de Cengong
Le xian de Cengong (岑巩县 ; pinyin : Céngǒng Xiàn) est un district administratif de la province du Guizhou en Chine. Il est placé sous la juridiction de la préfecture autonome miao et dong de Qiandongnan.

## Démographie
La population du district était de 203 201 habitants en 1999.